# František Bouček
František Bouček (28. srpna 1810 Plotiště nad Labem – 12. září 1882 Poděbrady) byl český lékař, zakladatel první poděbradské nemocnice a významného poděbradského rodu Boučků.

## Život
František Bouček se narodil roku 1810 do rolnické rodiny žijící v Plotišti nad Labem na Královéhradecku. Vystudoval hradecké gymnázium a poté medicínu na Vídeňské univerzitě. Když se mu po studiích nepodařilo uchytit v Hradci Králové, vrátil se do Vídně a nastoupil jako praktikant do Všeobecná nemocnice města Vídně. Měl bohaté znalosti nejen vnitřního lékařství, ale i chirurgie a porodnictví. V roce 1841 se Bouček stal panským lékařem na poděbradském panství. Velmi si jej tehdy oblíbil Šimon Sina, syn majitele panství barona Jiřího Šimona Siny. Jeho lékařský obvod kromě města zahrnoval ještě 65 obcí v okruhu 25 kilometrů. Příležitostně však musel vypomoci i jinde na Kolínsku, Nymbursku, či Královéhradecku.
Brzy po přistěhování do Poděbrad se oženil s dcerou vrchnostenského sirotčího Antonií Votočkovou, se kterou měl 10 dětí. Rodina žila v usedlosti (k původnímu domu čp. 30 přistavěl ještě dvoupatrový dům čp. 33/II) na Nymburském předměstí (zbořena roku 1980).
Důležitá byla Boučkova role při vzniku první poděbradské nemocnice. Při svém nástupu v roce 1841 Bouček zjistil, že jeho předchůdce vrchnostenský chirurg Jan Löffler pomocí zábav a tombol shromáždil prvních 200 zlatých na stavbu poděbradské nemocnice. Rozhodl se v Löfflerově úsilí pokračovat a dalších 16 let na nemocnici shromažďoval peníze. Do roku 1848 získal celkem 600 zlatých, které měl uloženy u zámeckého vrchního Otruby. V bouřlivém roce 1848 však Otruba půjčil Boučkovy peníze poděbradským gardistům na vyzbrojení. Dr. Bouček trval na vrácení peněz, kvůli čemuž město muselo o pět let později prodat kus obecního lesa Háj. Znepřátelil si Otrubu i některé měšťany a ještě roku 1848 dostal výpověď ze zaměstnání.
Musel se živit na chlumeckém panství jako chudinský lékař a ohledávač mrtvol. Po půl roce se vrátil do Poděbrad, kde převzal nevelké zemědělské hospodářství po svém tchánovi. Stal se rolníkem, aby mohl uživit svou rozrůstající se rodinu. Mezi prvními začal pěstovat cukrovou řepu a používat zemědělské stroje (jeho rodina dokonce vlastnila první šicí stroj ve městě a na Boučkově usedlosti vznikl první tenisový kurt ve městě). Teprve v roce 1856 poděbradské panství převzal Šimon Sina, který Dr. Boučka znovu ustanovil panským lékařem. Zanedlouho mohl opět pracovat i pro město. Roku 1857 František Bouček nákladem 1600 zlatých konečně zřídil malou nemocnici s devíti lůžky, kterou věnoval městu. Byla to nejstarší nemocnice v okrese, neboť nemocnice v Nymburce a Městci Králové byly založeny až v 90. letech 19. století. Nemocnice stála v dnes zaniklé panské ulici (byla zbořena roku 1980). V nemocnici v dalších letech pracoval nejen František Bouček, ale i jeho syn Bohumil Bouček.
František Bouček byl velmi aktivní ve spolkovém životě. Až do své smrti vedl místní pěvecký spolek Hlahol. Dále byl 16 let předsedou vlasteneckého spolku Beseda, jednatelem Hospodářského spolku a členem správní rady poděbradského cukrovaru.

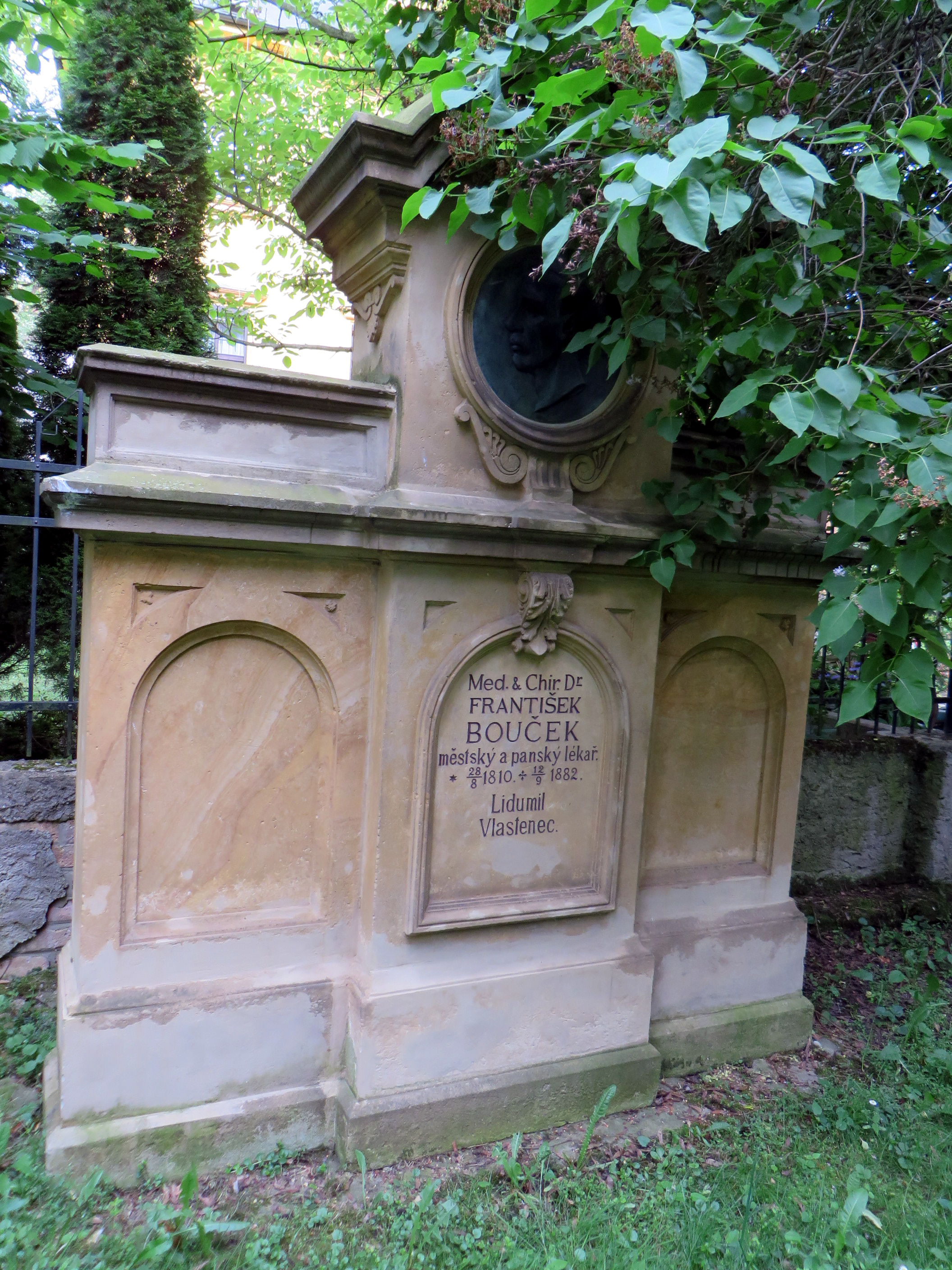
Náhrobek Františka Boučka na zrušeném starém poděbradském hřbitově (dnes Purkyňovy sady)

Dr. Bouček zemřel 12. září 1882. Pochován byl do rodinné hrobky na starém poděbradském hřbitově. Zatímco Boučkovy ostatky byly roku 1904 přeneseny na nový hřbitov v Kluku, na místě zůstal starý náhrobek s plaketou od Boučkova zetě sochaře Bohuslava Schnircha. Je to jediný náhrobek, který byl ponechán na místě původního hřbitova.

## Připomínky
Na počest Františka Boučka byla pojmenována poděbradská Boučkova ulice. Mezi obyvateli města je rozšířený omyl, že ulice odkazuje k jeho slavnějšímu synu, zakladateli lázní. Boučkova ulice však toto jméno získala ještě před první světovou válkou.

## Dílo
- Zápisky praktického lékaře z let 1841-1879. (vydal B. Bouček, 1901)